# Ebla
Ebla (arapski: إبلا, moderni arapski: تل مرديخ, Tell Mardikh) bio je drevni grad i jedno od najranijih kraljevstava u Siriji. Njegovi ostaci čine arheološko nalazište smješteno oko 55 km  jugozapadno od Alepa u blizini sela Mardikh. Ebla je bio važno središte tijekom 3. tisućljeća pr. Kr. i u prvoj polovici 2. tisućljeća pr. Kr. Njegovo otkriće dokazalo je da je Levant bio središte drevne, centralizirane civilizacije slično Egiptu i Mezopotamiji i isključilo mišljenje da su potonja dva bila jedina važna središta na Bliskom istoku tijekom ranog brončanog doba. Prvo kraljevstvo Eblaita opisano je kao prva zabilježena svjetska sila.
Počevši kao malo naselje u ranom brončanom dobu (oko 3500. pr. Kr.), Ebla se razvio u trgovačko carstvo, a kasnije u ekspanzionističku silu koja je nametnula svoju hegemoniju nad velikim dijelom sjeverne i istočne Sirije. Ebla je uništen tijekom 23. stoljeća pr. Kr. Zatim je ponovno izgrađen i spomenut u zapisima Treće dinastije Ur. Drugi Ebla bio je nastavak prvoga, kojim je vladala nova kraljevska dinastija. Uništen je krajem 3. tisućljeća pr. Kr., što je otvorilo put plemenima Amoreja da se nasele u gradu, formirajući treći Eblu. Treće kraljevstvo također je cvjetalo kao trgovačko središte; postalo je podanik i saveznik Yamhada (današnji Alep) sve do konačnog uništenja od strane hetitskog kralja Mursilija I. oko 1600. pr. Kr.
Ebla je održavao svoj prosperitet kroz golemu trgovačku mrežu. Artefakti iz Sumera, Cipra, Egipta pa sve do Afganistana pronađeni su u gradskim palačama. Kraljevstvo je imalo vlastiti jezik, eblait, a politička organizacija Eble imala je značajke drugačije od sumerskog modela. Žene su imale poseban status, a kraljica je imala velik utjecaj u državnim i vjerskim poslovima. Panteon bogova bio je uglavnom sjevernosemitski i uključivao je božanstva isključivo iz Eble. Grad je iskopan od 1964. i postao je poznat po pločicama iz Eble, arhivu od oko 20 000 pločica s klinastim pismom pronađenim ondje, datiranim u 2500. pr. Kr. – 2350. pr. Kr. Arhiv je omogućio bolje razumijevanje sumerskog jezika i pružio važne informacije o političkoj organizaciji i društvenim običajima Levanta sredinom 3. tisućljeća pr. Kr.